# 库岩站
库岩站（韓語：고암역）是朝鮮民主主義人民共和國江原道文川市的一個鐵路車站，属于文川港線。

## 邻近车站
文川港線
玉坪站 - 庫岩站 - 畓村站